# Earl of Romney

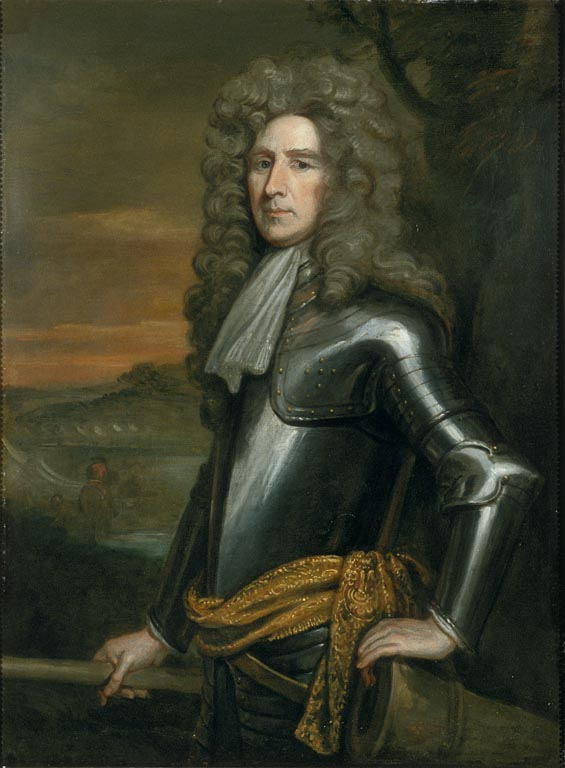
Henry Sidney, 1. Earl of Romney (Ölgemälde aus dem 17. Jahrhundert)

Earl of Romney ist ein erblicher britischer Adelstitel, der je einmal in der Peerage of England und der Peerage of the United Kingdom verliehen wurde.

## Erste Verleihung
Die erste Verleihung in der Peerage of England erfolgte am 14. Mai 1694 an einen jüngeren Sohn von Robert Sidney, 2. Earl of Leicester, Henry Sidney, 1. Viscount Sydney, der unter anderem Abgeordneter des House of Commons für das Borough Tamworth, Privy Councillor, Lord Lieutenant von Kent, Lord Warden of the Cinque Ports sowie Lord Lieutenant of Ireland war. 1689 waren ihm bereits die Titel Viscount Sydney und Baron Milton verliehen worden. Alle drei Titel erloschen jedoch mit seinem Tod am 8. April 1704.

## Zweite Verleihung
Die zweite Verleihung des Titels erfolgte in der Peerage of the United Kingdom am 22. Juni 1801 zusammen mit dem nachgeordneten Titel Viscount Marsham, of The Mote in the County of Kent, an Charles Marsham, 3. Baron of Romney. Dieser war Abgeordneter des Unterhauses für die Wahlkreise Maidstone und Kent sowie zeitweise ebenfalls Lord Lieutenant von Kent. Er war ein Nachfahre von Sir Robert Marsham, 5. Baronet. Dieser hatte den 1663 in der Baronetage of England geschaffenen Titel Baronet, of Cuckston in the County of Kent, geerbt und hatte mehrere Jahre den Wahlkreis Maidstone im Unterhaus vertreten sowie war zeitweise Vizegouverneur von Dover Castle. Dieser war am 22. Juni 1716 in der Peerage of Great Britain zum Baron Romney, of Romney in the County of Kent, erhoben worden. Der Vater des 3. Baron Romney und 1. Earl of Romney war Robert Marsham, 2. Baron Romney, der mehrere Jahre sowohl Präsident der Marine Society sowie Präsident der Royal Society of Arts war.
Sowohl Charles Marsham, 2. Earl of Romney als auch Charles Marsham, 3. Earl of Romney waren ebenfalls Abgeordnete des Unterhauses. Während der spätere 2. Earl nacheinander die Wahlkreise Hythe, Downton sowie erneut Hythe vertrat, repräsentierte der 3. Earl einige Jahre den Wahlkreis Kent West im House of Commons.

## Liste der Earls und Barone Romney und Marsham Baronets

### Earls of Romney, erste Verleihung (1694)
- Henry Sidney, 1. Earl of Romney (1641–1704)

### Marsham Baronets, of Cuckston (1663)
- Sir John Marsham, 1. Baronet (1602–1685)
- Sir John Marsham, 2. Baronet (1637–1692)
- Sir John Marsham, 3. Baronet (1679–1696)
- Sir Robert Marsham, 4. Baronet (1650–1703)
- Sir Robert Marsham, 5. Baronet (1685–1724) (1716 zum Baron Romney erhoben)

### Barone Romney (1716)
- Robert Marsham, 1. Baron Romney (1685–1724)
- Robert Marsham, 2. Baron Romney (1712–1794)
- Charles Marsham, 3. Baron Romney (1744–1811) (1801 zum Earl of Romney erhoben)

### Earls of Romney, zweite Verleihung (1801)
- Charles Marsham, 1. Earl of Romney (1744–1811)
- Charles Marsham, 2. Earl of Romney (1777–1845)
- Charles Marsham, 3. Earl of Romney (1808–1874)
- Charles Marsham, 4. Earl of Romney (1841–1905)
- Charles Marsham, 5. Earl of Romney (1864–1933)
- Charles Marsham, 6. Earl of Romney (1892–1975)
- Michael Marsham, 7. Earl of Romney (1910–2004) (Cousin des 6. Earl)
- Julian Marsham, 8. Earl of Romney (* 1948) (Cousin ersten Grades des 7. Earl)

Voraussichtlicher Titelerbe (Heir apparent) ist der älteste Sohn des 8. Earl, David Charles Marsham, Viscount Marsham.